# Григор Василев
Григор Василев Гьорев е български адвокат, журналист и политик от Демократическата партия. Той е дългогодишен редактор на партийния вестник „Пряпорец“ и министър на земеделието и държавните имоти през 1930 – 1931 година.

## Биография
Григор Василев е роден на 6 юли (24 юни стар стил) 1883 година в село Радово, Трънско. Учи право в Софийския университет „Свети Климент Охридски“ и завършва в Женева през 1904 година. Първоначално е член на Българската работническа социалдемократическа партия (широки социалисти) и през 1904 – 1906 година е секретар на Свободния синдикален съюз.
Григор Василев участва активно в македонските дела в България. Редактира вестник „Илинден“. Псевдонимът му във ВМРО е Григор.
През 1913 година Василев се присъединява към Демократическата партия и през следващата година за пръв път е избран за народен представител, а от 1919 до 1932 година е редактор на официалния орган на партията вестник „Пряпорец“. В 1917 година се жени за Мара Станишева – дъщеря на инженер Христо Станишев, завършила гимназия в София в 1913 година и Висше търговско училище в Берлин. Двамата имат 4 деца: Ангелина, Весела, Христо и Григор.
През 1923 година се присъединява към новосъздадения Демократически сговор, заедно с крилото на Демократическата партия, водено от Андрей Ляпчев. През 1925 година е сред ранените в организирания от комунистите атентат в църквата „Света Неделя“. През 1930 – 1931 година е министър на земеделието и държавните имоти в неговия трети кабинет.
През 30-те години Василев е редактор на списанията „Българска земя“ (1931 – 1932) и „Нация и земя“ (1933 – 1934). През 1936 година взема активно участие в работата на опозиционната Петорка и е сред водачите на демократичната опозиция в парламента след неговото възстановяване през 1938 година. В навечерието на Втората световна война той провежда посещение в Полша, след което излага пред министър-председателя Георги Кьосеиванов своите съображения срещу включването на България в Тристранния пакт.
На Григор Василев принадлежи знаменитата фраза, характеризираща политическия стил на Андрей Ляпчев – „Со кротце, со благо“. Двамата са близки сътрудници. В редакционна (неподписана статия) във вестник „Пряпорец“, редактиран тогава от Данаил Крапчев, на 13 февруари 1926 година Григор Василев, по израза на Невена Крапчева, „за първи път характеризира политическото верую на родения в македонския град Ресен наш държавник с народностната мъдрост „со кротце и со благо се отива надалеко“.
Григор Василев умира на 7 ноември 1942 година в София.